# Afonso Mvemba Nzinga
Nzinga Mvemba (eller Nzinga Mbemba)  eller Afonso I blev Manikongo (kung) av Kongoriket 1506 och regerade fram till 1543.

## Biografi
När Afonso I föddes hade ingen i Kongoriket sett vita människor. Portugiserna anlände till Mbanza-Kongo 1491 när Nzinga Mbemba var en runt 30 år gammal provinshövding. Nzinga Mvemba omvändes till kristendomen och döptes till Afonso. Därefter studerade han i tio år för portugisiska präster som kommit till Kongo. Han blev med tiden känd för sin bildning och särskilt sina kunskaper om bibeln och kristendom. När han blivit kung använde han portugisiska rådgivare och tog gärna  till sig europeiska kunskaper, verktyg och vapen för att försöka stärka sin position och sitt rike. Dock insåg han deras potentiella destabiliserande effekter och försökte modernisera utan att låta portugiserna ta över helt. Till exempel var Afonso inte beredd att anta portugisisk lag.
Även om Afonso själv ägde och handlade med slavar så kom han att reagera mot den stora mängd undersåtar som snart transporterades bort från hans land. Vid tiden för hans död så hotades hela riket av den transatlantiska slavhandeln. Afonso talade flytande portugisiska och dikterade brev till två portugisiska kungar (ett stort antal av hans övriga brev har bevarats) och vädjade till påven om hjälp mot slavhandeln. Det gjorde honom impopulär bland portugiser i Kongo och han utsattes för ett mordförsök under mässan vid påsksöndagen 1540. Efter Afonsos död så minskade Kongorikets makt då underlydande hövdingar ökade sin egen lokala makt genom egen försäljning av slavar.